# La Cigarette révélatrice
Pour les articles homonymes, voir The Lone Wolf.
Pour plus de détails, voir Fiche technique et Distribution.
La Cigarette révélatrice (The Lone Wolf) est un film américain réalisé par Herbert Brenon et sorti en 1917. Il est adapté du roman du même nom de Louis Joseph Vance paru en 1914. C'est la première apparition à l'écran du personnage Michael Lanyard créé par Vance.

## Synopsis
Burke est un maître cambrioleur qui adopte Marcel, un jeune garçon qui l'a sauvé d'une arrestation par la police. Burke enseigne ensuite au jeune comment être un escroc, et des années plus tard, alors qu'il est devenu un maître dans la profession, il change de nom et travaille comme Michael Lanyard. La police parisienne lui donne le surnom de « The Lone Wolf », en raison de son travail en solitaire. Cependant, un gang de criminels a remarqué son activité et cherche à collaborer avec lui.

## Fiche technique
- Titre : La Cigarette révélatrice
- Titre original : The Lone Wolf
- Réalisation : Herbert Brenon
- Scénario : George Edwardes-Hall d'après le roman The Lone Wolf de Louis Joseph Vance
- Photographie : J. Roy Hunt
- Montage : James C. McKay
- Production : 	Herbert Brenon Film Corporation
- Distributeur : Selznick Distributing Corporation
- Durée : 60 minutes (8 bobines[3])
- Date de sortie : 30 juillet 1917

## Distribution
- Hazel Dawn : Lucy Shannon

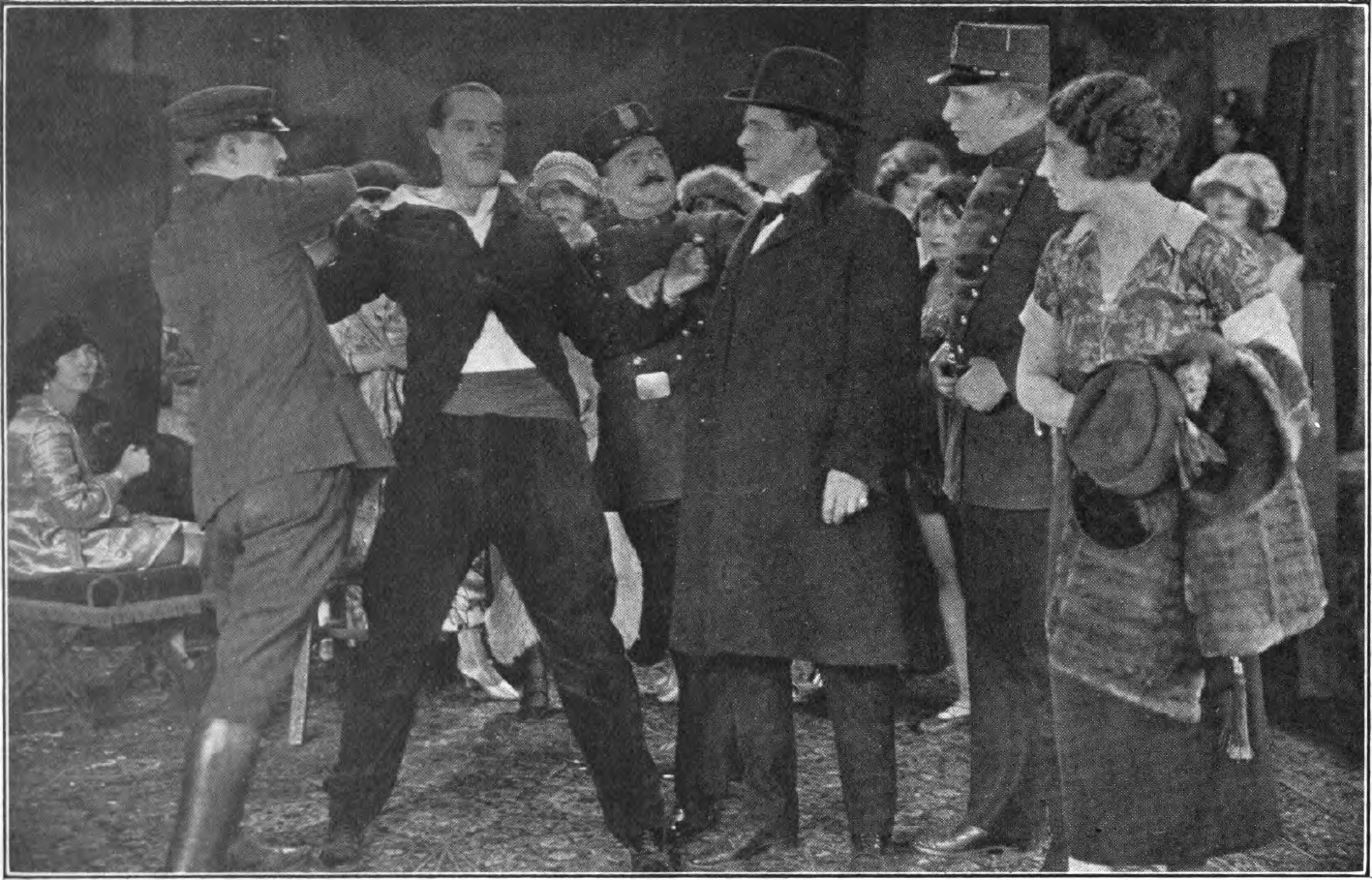
Une scène du film.

- Bert Lytell : Michael Lanyard (The Lone Wolf)
- Cornish Beck : Marcel
- Stephen Grattan : Burke
- Alfred Hickman (en) : Eckstrom
- Ben Graham : Thibault
- Robert Fisher : Bannon
- William Riley Hatch : De Moriban
- Joseph Chailles : Popinot
- William E. Shay : Werthheimer
- Edward Abeles : Ducroy
- Florence Ashbrooke :  Madame Troyon

## Galerie

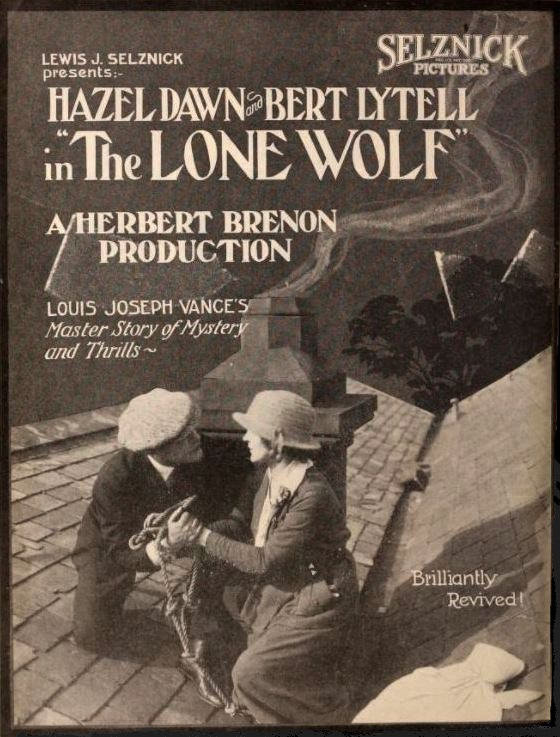
Publicité dans Exhibitors Herald pour la rediffusion du film en 1921
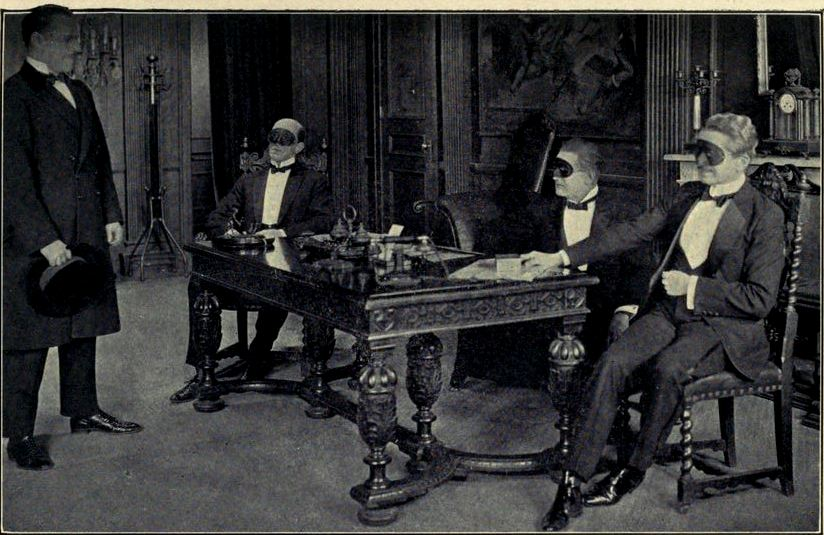
Scènes du film
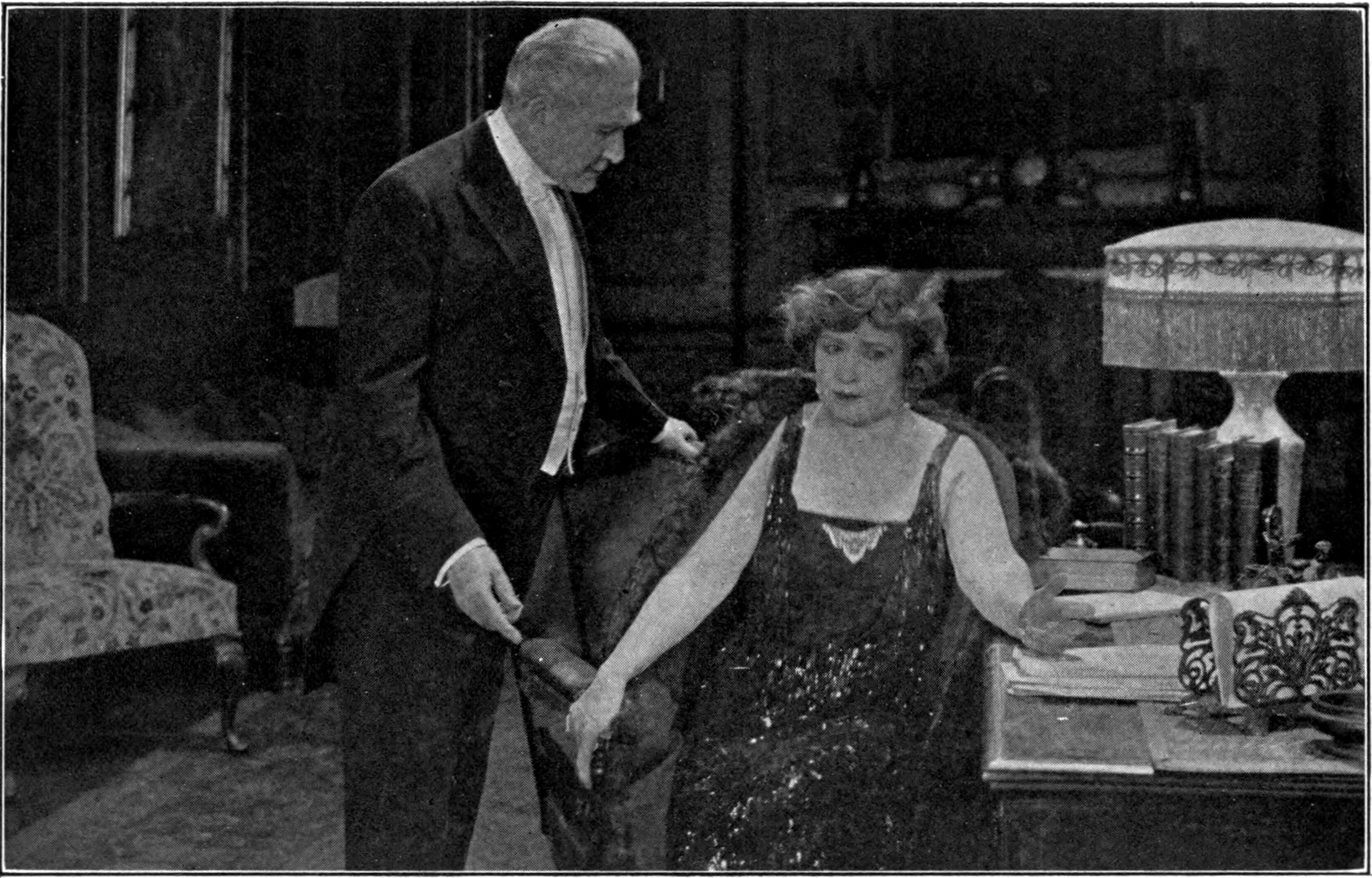
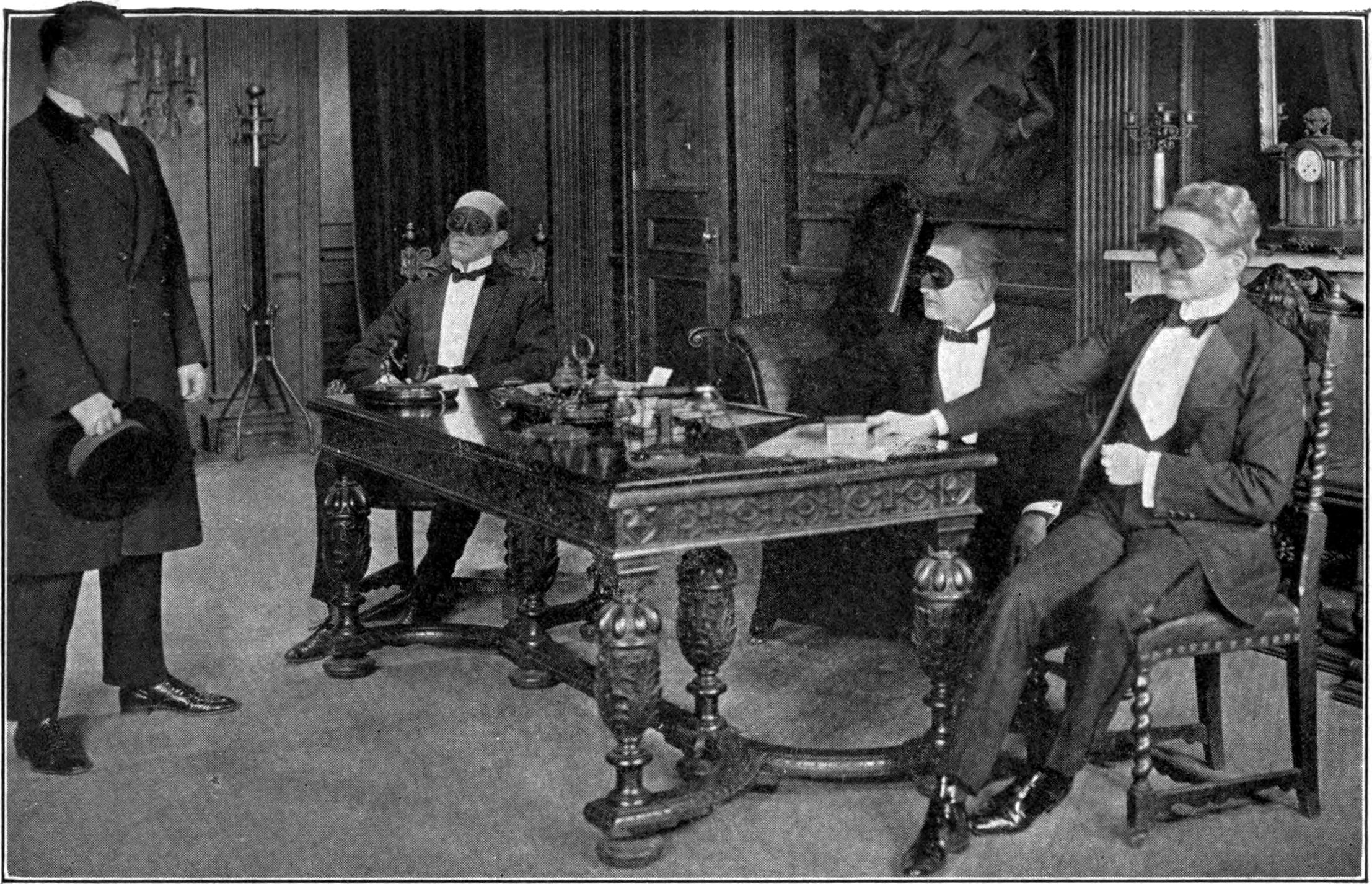